# Nick Minnerath
Nicolas Lake Scott Minnerath, más conocido como Nick Minnerah (nacido el 11 de agosto de 1988 en Truro, Massachusetts) es un jugador de baloncesto estadounidense que juega en el Shabab Al Ahli de Emiratos Árabes Unidos. Con 2,06 metros de estatura, juega en la posición de ala-pívot.

## Trayectoria
A causa de las lesiones y su bajo rendimiento académico, Minnerath hizo una carrera como baloncestista intrascendente en la escuela secundaria. Sin ofertas de becas universitarias, se enroló en el Jackson Community College de  Jackson, Míchigan, con la esperanza de integrar el plantel de los Jets, el equipo de baloncesto de la institución que competía en los torneos de la NJCAA. Luego de jugar dos temporadas en un gran nivel, se transfirió a la Universidad de Detroit Misericordia, donde compitió con los Titans durante tres años en la Horizon League de la División I de la NCAA.
Culminado su periodo universitario, Minnerath intentó llegar a la NBA jugando la NBA Summer League de 2013 con los Sacramento Kings y la de 2014 con los Brooklyn Nets, pero no despertó el interés de los equipos de la NBA. Por esos años también jugó en España y Francia, mostrando ser un jugador sólido en su posición.
Su oportunidad llegó en septiembre de 2015, cuando los Cleveland Cavaliers lo convocaron para que realizara la pretemporada con la franquicia. Aunque estuvo muy cerca de iniciar la temporada con el equipo que era capitaneado en ese entonces por LeBron James, finalmente fue cortado del plantel para que su lugar lo ocupara Tristan Thompson. En consecuencia fue enviado al equipo filial Canton Charge de la NBA D-League.
En 2016, luego de jugar la NBA Summer League con los New Orleans Pelicans, fue fichado por el BC Avtodor Saratov de la VTB United League. Aunque su equipo no logró clasificarse a los playoffs, Minnerath se destacó como anotador promediando 23,3 puntos por partido.
Pese a que el jugador recibió ofertas de diversos equipos europeos, decidió continuar su carrera en Asia, pasando por equipos de la CBA de China y la KBL de Corea del Sur -con una experiencia en la Liga de las Américas y el BSN de Puerto Rico en el medio-, hasta desembarcar en 2021 en el Shabab Al Ahli de Emiratos Árabes Unidos.